# 贝莱菲克
贝莱菲克，是西班牙安达卢西亚自治区阿尔梅里亚省的一个市镇。 总面积66km2, 总人口319人（2001年），人口密度5人/km2。